# Qiling, Guangdong
Qiling är en köping i sydöstra Kina. Den ligger i Wuhua härad i staden Meizhou i provinsen Guangdong, omkring 250 kilometer nordost om provinshuvudstaden Guangzhou. Antalet invånare är 55 420. Befolkningen består av 29 053 kvinnor och 26 367 män. Barn under 15 år utgör 25,0 %, vuxna 15-64 år 64 %, och äldre över 65 år 9,0 %.